# ISO 15489
ISO 15489 ist eine internationale Norm, die Anforderungen an die Verwaltung von Schriftgut von öffentlichen und privaten Organisationen definiert.
Schlüsselbegriffe sind Aktenführung, Schriftgutverwaltung oder Records Management. Damit gemeint ist die effiziente und systematische Kontrolle und Durchführung der Erstellung, Entgegennahme, Aufbewahrung, Nutzung und Aussonderung von Schriftgut einschließlich der Vorgänge zur Erfassung und Aufbewahrung von Nachweisen und Informationen über Geschäftsabläufe und Transaktionen in Form von Akten.
Als Grundlagendokument existiert:
- ISO 15489-1 Information and documentation – Records Management – Part 1: General

Die Internationale Norm ist vor allem für die Schriftgutverwaltung (Records Management) im privaten und öffentlichen Sektor sowie im Archivwesen relevant.
Die Zielsetzung der Norm besteht darin, für die Verwaltung und Aufbewahrung von Unterlagen – unabhängig von ihrer physischen Beschaffenheit und der logischen Struktur – einen Rahmen zu schaffen. Der Bereich der Schriftgutverwaltung, also auch das „Vorfeld“ der archivischen Kernaufgaben, steht dabei im Mittelpunkt.
Eine wichtige Rolle kommt der Norm zu, indem sie als Qualitätsstandard auch Regeln für transparente, nachvollziehbare Verwaltungs- oder Geschäftsvorgänge definiert. Da es sich um eine internationale Norm handelt, erleichtert sie Demokratisierungsprozesse in Ländern, welche keine eigene Schriftgutverwaltungstradition besitzen. Im internationalen Wirtschaftsumfeld garantiert ihre Einhaltung die Compliance.